# 限界定植
限界定植（げんかいていしょく）とは、植物を定植（植える）する場合に根が生息するエリアが限られた場所に植え込むことを指す。

## 概要
街路樹の場合、限界定植は根詰りを引き起こすため、樹木の寿命を短めることにつながる。風による倒木も限界定植が原因であることも多い。